# Jarosław Jewdokimow
Jarosław Aleksandrowicz Jewdokimow (ros. Ярослав Александрович Евдокимов; ur. 22 listopada 1946 w Równem) – urodzony na Ukrainie śpiewak, wykonawca tradycyjnego repertuaru popularnego, mieszkający i tworzący głównie w Rosji.

## Życiorys
Jego matka, Anastasija Oczeretowycz, jako dziewiętnastolatka wskutek represji politycznych trafiła do rówieńskiego więzienia, i tam urodził się Jarosław Jewdokimow. Matce pomogła jej współwięźniarka Zina, która karmiła swoje dziecko i Jarosława. Ojciec, Aleksandr Jewdokimow, pochodził z obwodu permskiego, rejonu krasnowiszerskiego, i też był represjonowany. Przed tym, jak wyjechał do miejsca odbywania kary, matka oddała syna swoim rodzicom. Trafiła do jednej z kopalni w Norylsku. Spotkała się z synem dopiero w 1955 roku, kiedy już mogła wrócić do rodzinnej wioski.
Jarosław Jewdokimow dorastał we wsi Korzyść (rejon korzecki obwodu rówieńskiego). Wychowywali go babcia Jaryna, ciocia Hanna oraz dziadek Charyton, który był znakomitym kowalem, a do tego śpiewał w chórze cerkiewnym. Już we wczesnym dzieciństwie dziadek zaczął uczyć wnuka kowalstwa, ale przy tym jeszcze śpiewał.
Po ukończeniu szkoły podstawowej mimo wrodzonego talentu muzycznego chodził do szkoły zawodowej w Korcu (1964-1965), zdobywając kwalifikację robotniczą.
W latach 1965–1968 odbył służbę wojskową. Dostał skierowanie do Floty Północnej na półwyspie Kola, do miejscowości Widiajewo koło Siewieromorska. Nie przyjęto go na statek czy łódź podwodną, ponieważ istniało tajne rozporządzenie: dzieci represjonowanych rodziców nie mogą zostać dopuszczone do tajnych obiektów wojskowych. Szeregowy Jewdokimow przez trzy lata służył w batalionie budowlanym, był przodownikiem wojskowego chóru.
Po demobilizacji wrócił do rodzinnej wsi, poszedł pracować w fabryce opon w Dniepropetrowsku. Zaczął też występować jako śpiewak w restauracji. Wkrótce ożenił się z dziewczyną z Białorusi i przeniósł się do jej rodzinnych stron.
Nie miał muzycznego wykształcenia, dlatego przez dłuższy czas nie mógł zostać etatowym pracownikiem filharmonii. Mimo tego jego muzyczna kariera na Białorusi rozwijała się. Widzowie przyjęli go bardzo życzliwie, bo śpiewał emocjonalnie, co podobało się publiczności. Do filharmonii nadeszło dużo listów z podziękowaniami dla Jewdokimowa. Dzięki wstawiennictwo całego zespołu koncertowego został przyjęty na etat w filharmonii. Od 1975 roku był solistą-wokalistą Filharmonii Mińskiej. Popularność śpiewaka wśród publiczności rosła z koncertu na koncert. Mimo tego Jarosław był świadomy tego, że  wokalista potrzebuje też przygotowania zawodowego. Znalazł nauczyciela śpiewu – Władimira Buczela. Przez trzy lata uczył się i jednocześnie pracował jako solista zespołu pieśni i tańca Białoruskiego okręgu wojskowego (1977-1980).
W przededniu święta 9 maja śpiewak wziął udział w państwowym koncercie, na którym był obecny pierwszy sekretarz KC Komunistycznej Partii Białorusi Piotr Maszerow. Byłego partyzanta zachwyciła piosenka „Pole pamięci”, którą emocjonalnie wykonał Jarosław. Wzruszenie pierwszej osoby Republiki było tak duże, że wydał polecenie nadać Jewdokimowowi tytuł Zasłużonego artysty Białoruskiej SRR.
Nowina o utalentowanym śpiewaku doleciała do Moskwy. Olga Mołczanowa z Centralnej Telewizji zaprosiła Jewdokimowa do najbardziej popularnych audycji – „Stańmy w koło”, „Zaśpiewajmy, przyjaciele!” W 1979 roku został laureatem konkursu „Z piosenką przez życie”.
Głos śpiewaka często można było usłyszeć w audycjach radiowych. Ukończył zawodową szkołę muzyczną ze specjalności wokalistyka (1978-1980) i został solistą republikańskiego radia i telewizji (1980-1990).
Niejednokrotnie występował na festiwalu „Słowiański Bazar” (Witebsk, Białoruś), był także członkiem jury (1993).
W 1998 r. był gościem festiwalu „Złoty Szlagier” (Mohylew, Białoruś).
Występował gościnnie za granicą – we Francji, Niemczech, Norwegii, Polsce, Czechosłowacji, Islandii, Szwajcarii, Szwecji.
Jarosław Jewdokimow ma niezwykłą barwę głosu – głęboki, wyraźny, liryczny baryton, w którego brzmieniu występuje ton podstawowy oraz kilka wyższych alikwotów. Im więcej tych dodatkowych tonów, tym bardziej wyraźna jest paleta barw głosu. Skala głosu – dwie oktawy. Istotne znaczenie ma elastyczność, ruchliwość głosu, umiejętność łatwo go zmieniać, ponieważ dla dobrze wyćwiczonego głosu jest właściwa różnorodność barwy – śpiewak może śpiewać basem lub tenorem. Jarosław posiada nienaganną technikę śpiewu i dykcję. Pod względem siły głosu porównywano go do Carusa, eksperci zapowiadali mu karierę śpiewaka operowego, lecz wybrał on piosenkę ludową i autorską.
Szlagierami stały się wykonane przez niego piosenki napisane wspólnie ze znanymi kompozytorami – E. Zarickim, L. Zachlewnym, A. Morozowem, W. Okorokowem, W. Dobryninem, I. Matietą, G. Tatarczenką oraz poetami - G. Burawkinem, N. Gilewiczem, W. Nieklajewem, M. Jasieniem, R. Rożdiestwienskim, L. Rubalską, A. Popieriecznym, W. Wietrową, J. Rybczinskim, A. Diemidienką.
Od 2009 r. Jarosław Jewdokimow jest obywatelem Federacji Rosyjskiej.

## Nagrody
- 17 kwietnia 1980 roku – na podstawie Dekretu Prezydium Rady Najwyższej Białoruskiej SRR nadano tytuł Zasłużonego artysty Białoruskiej SRR[7][8]
- 13 lipca 1987 roku - na podstawie Dekretu Prezydium Rady Najwyższej Białoruskiej SRR nadano tytuł honorowy Ludowego Artysty Białoruskiej SRR[7][8]
- 15 lutego 2006 roku – na podstawie Dekretu Prezydenta Federacji Rosyjskiej nadano tytuł honorowy Zasłużonego artysty Federacji Rosyjskiej[12]

## Dyskografia
- 1988 – Wsio sbudietsa;
- 1994 – Nie rwi rubachu – piosenki W. Okorokowa (CD);
- 2002 – Fantazer – piosenki A. Morozowa (CD);
- 2002 – Cełuju twoju ładoń (CD);
- 2006 – Za biełoju riekoj (CD);
- 2008 – Jarosław Jewdokimow i duet „Słodka jagoda”. Najlepsze piosenki ukraińskie i kozackie (CD);
- 2012 – Wozwraszczenije w osień (CD).

Jarosław Eudokimow został wyróżniony w unikatowym projekcie internetowym „Nowa Ukraina”.

## Twórczość
- Piosenka Piśmo iz 45-go (w albumie Igor′ Łuczenok. Piesni i instrumientalnaja muzyka, „Miełodija”, 1983);
- Piosenki: Snimok w gazietie i Połynnaja rostań (w zbiorze Piesnia o Rodinie, „Miełodija”, 1987);
- Piosenki: Majskij wals,  Bierieg junosti, Snimok w gazietie, Kwietka szczastcia, I poka na ziemle suszczestwujet lubow′ (w albumie I poka na ziemle suszczestwujet lubow′ I. Łuczanka, „Miełodija”, 1988);
- Piosenki: Nabat tiszyny, Piśmo iz 45-go, Tak priszła k nam pobieda (w zbiorze LP Piśmo iz 45-go, „Miełodija”, 1985)[3].

Jarosław Jewdokimow wystąpił także w teledysku Tolko nocz.